# Гішам II
Гішам II (*966 — 19 квітня 1013) — 3-й халіф Кордови у 976—1009 та 1010—1013 роках. Значну роль у перше правління відігравав військовик аль-Мансур. Мав також прізвисько аль-Муйаяд бі-ллах.

## Біографія

### Молоді роки
Походив з династії Омеядів. Син халіфа аль-Хакама II та рабині баскського походження Субхі. Народився у 966 році в Кордові. Після смерті старшого брата Абд-ар-Рахмана у 970 році став претендентом на трон. У 975 році батько оголосив Гішама своїм спадкоємцем. Успадкував трон після смерті батька у 976 році. Завдяки військовику Галібу Абу-Тамману й аль-Мансуру вдалося запобігти захопленню трону стрийком халіфа аль-Мугарахом та приборкати амбіції слов'янської гвардії.

### Під владою аль-Мансура
Оскільки Гішам II мав малий вік, то розпочалася боротьба між Галібом та аль-Мансуром. Останнього підтримала Субхі. Галіба підтримало королівство Наварра та графство Кастилія. У 977 році аль-Мансур завдав поразки Гарсії I, графу Кастилії. Зрештою у 981 році аль-Мансур у битві при Сан-Віценте переміг коаліцію Галіба та Кастилії. Того ж року переміг короля Леону у битві при Руеда. Галіба та його родичів було схоплено, їх майно конфісковано.
З цього моменту став фактичним правителем Кордовського халіфату, у 996 році цей було закріплено відповідним наказом халіфа. Гішам II не мав жодного впливу на політику, приділяючи більше увагу розкошам та гарему. У 997 році виник конфлікт за владу між субхі та аль-Мансуром. Мати халіфа запросила на свою підтримку Зіридів з Тунісу. Але війська останніх у 998 році зазнали поразки у битві при Сеуті. З цього моменти аль-Мансур повністю відновив владу.

### Позбавлення влади
Після смертті аль-Мансура у 1002 році, владу перебрав син останнього Абд аль-Малік аль-Музаффар. Після його смерті у 1009 році становище халіфа погіршилося. Потурання фаворитам та аморальний спосіб життя викликав невдоволення аристократів та представників правлячої династії. безпосереднім приводом, що спричинило потужне народне повстання на чолі із родичем Мухаммедом бен-Гішамом аль-Махді, стало розпорядження обов'язкового носіння тюрбану при дворі, чого не бажали бербери. Гішама II було повалено й запроторено до в'язниці. Це призвело до боротьби між берберськими та рабськими вояками й слов'янською гвардією.

### Друге правління
Лише у 1010 році очільник слов'ян на чолі із аль-Вадідом звільнив Гішама II та відновив його на троні. Але влада належала аль-Вадіду. Проте боротьба проти берберських загонів на чолі із Сулайманом тривала. Спроби Гішама II заладнати конфлікт перемовинами не вдалися.
У 1011 році війська халіфа зазнали поразки від Сулаймана неподалік від Кордови. Скрутою вирішив скористатися Санчо I, граф Кастилії, який в обмін на підтримку Гішама II вимагав прикордонні фортеці разом з Сан-Естебан-де-Гормас. Але халіф, побоюючись звинувачень у союзі з християнином, відхилив цю пропозицію. У 1013 році бербери завдали війська халіфа рішучої поразки, захопили Кордови, під час грабунків міста було вбито самого халіфа та його прибічників. Владу перейняв родич Сулайман ібн аль-Хакам.

## Зовнішність та характер
Мав гарне тіло, біляве волосся, світлі очі, руду бороду. Полюбляв різні науки та літературу. Був щедрим, часто давав милостиню бідним та нужденним. Разом з тим, як і батько, був гомосексуалом, тримаючи чоловічий гарем. Ніколи не мав жінок, дітей не залишив.